# Sheena, reine de la jungle (film)
Pour les articles homonymes, voir Sheena.
Pour plus de détails, voir Fiche technique et Distribution.
Sheena, reine de la jungle (Sheena ou en version longue, Sheena: Queen of the Jungle) est un film britannico-américain réalisé par John Guillermin, sorti en 1984. C'est l'adaptation du comic Sheena, reine de la jungle.

## Synopsis
Sheena, d'origine européenne, est élevée par la sorcière d'une tribu africaine après la mort de ses parents lors d'un safari.

## Fiche technique
- Titre français : Sheena, reine de la jungle
- Titre original : Sheena
- Réalisation : John Guillermin
- Scénario : David Newman & Lorenzo Semple, Jr.
- Musique : Richard Hartley
- Photographie : Pasqualino De Santis
- Montage : Ray Lovejoy
- Décors : Peter Murton
- Costumes : Annalisa Nasalli-Rocca (it)
- Production : Paul Aratow
- Sociétés de production : Colgems Productions Ltd., Delphi II Productions & Columbia Pictures
- Société de distribution : Columbia Pictures
- Pays de production :  Royaume-Uni,  États-Unis
- Langue : Anglais
- Format : Couleur - Dolby - 35 mm - 2.35:1
- Genre : aventure
- Dates de sortie :
  - États-Unis : 17 août 1984
  - France : 19 décembre 1984
- Durée : 112 min

## Distribution
- Tanya Roberts : Sheena
- Ted Wass : Vic Casey
- Donovan Scott : Fletcher 'Fletch' Agronsky
- Trevor Thomas : Le prince Otwani
- France Zobda : La comtesse Zanda
- Elizabeth Rukidi Nyabongo : Le chaman
- Clifton Jones : Le roi Jabalani
- John Forgeham (en) : Jorgensen
- Sylvester Williams : Juka
- Nick Brimble : Wadman
- Bob Sherman : Grizzard
- Michael J. Shannon : Phillip Ames
- Nancy Paul : Betsy Ames